# 嵐が丘 (1988年の映画)
『嵐が丘』（あらしがおか）は、1988年5月28日に公開された吉田喜重の監督・脚本による日本映画。
エミリー・ブロンテの長編小説『嵐が丘』のストーリーを、日本の鎌倉時代に置き換えている。なお、吉田はこの作品を構想するのに28年もの歳月をかけた。

## あらすじ
中世・鎌倉時代の日本に、祭祀をなりわいとする山部一族がいた。本家は東の荘・高丸で、分家として西の荘がいる。両家は同じ山部一族だが、仲は良くなかった。
ある日、東の荘・高丸が、都から幼い男の子を連れ帰る。男の子は鬼丸と名付けられ、高丸の家で育てられた。高丸の家には嫡子（長男）・秀丸と秀丸の妹・絹の2人の子どもがいる。高丸は鬼丸を2人に紹介した。絹は遊び相手として、鬼丸を気に入ったが、秀丸の方は鬼丸を疎んじた。
数年後、鬼丸はたくましい青年に育ち、東の荘で下男として働いていた。絹も美しい女性になった。絹はいずれ京・加茂にのぼり、巫女として仕える身であったが、密かに鬼丸に好意を寄せていた。一方、秀丸は、相変わらず鬼丸のことを嫌っていた。鬼丸のそばを離れて京に行きたくないと思った絹は、分家の西の荘の嫡子（長男）・光彦のところへ嫁ぐことにした。婚礼の前日、絹は鬼丸と結ばれた。
しかし、山に来た侍たちが、鬼丸の目の前で高丸を殺してしまう、そこで、一族の間で、鬼丸に東の荘を継がせようという話が持ち上がったが、家を出ていた秀丸が、妻・紫乃と息子・良丸を連れて帰って来て、鬼丸を追い払い、鬼丸は土地を追い出された。
さらに数年後、絹は光彦との間に娘をもうけた。また、山に鬼丸が戻ってきた。鬼丸は戦で立てた手柄で、地頭という地位を得ていた。しかし、鬼丸が土地に現れたのと時期を同じくして、秀丸の妻・紫乃が野盗に輪姦されて殺される。妻を殺された秀丸は禁止されていた里へ出入りするようになったが、村人たちに殺されてしまう。
結果として、鬼丸が東の荘の当主となった。鬼丸は秀丸の息子・良丸をこき使った。光彦の妹・妙が下女としてやってきて鬼丸に迫ったが、絹のことしか頭にない鬼丸は、妙を暴行し、妙は首を吊って自殺した。一方、西の荘の一族は野盗に襲われて光彦が死ぬ。絹も産後の肥立ちが悪く、亡くなってしまう。絹を諦めきれない鬼丸は、絹の遺体を掘り起こして手に入れる。
十数年後、母と同じ名前を付けられた絹の娘・絹は、美しく成長した。絹は青年になった秀丸と思いを交わしており、鬼丸への反逆を狙った。鬼丸はまだ絹にこだわっており、骨となった絹の棺を東の荘に持ち込んで、交わろうとする。母の遺体を粗末に扱われて怒った娘の絹は鬼丸に刃向かい、良丸が鬼丸に斬りかかった。鬼丸は右手を切り落された。
絹と良丸が母・絹の棺を葬ろうとした時、棺を乗せた馬が走り出し、鬼丸のところへ行った。鬼丸は棺を持って火山の火口に向かった。

## キャスト
- 鬼丸：松田優作
- 絹：田中裕子
- 西の荘光彦：名高達郎
- 妙：石田えり
- 秀丸：萩原流行
- 紫乃：伊東景衣子
- 無明聖：志垣太郎
- 市：今福将雄
- 絹（娘）：高部知子
- 良丸：古尾谷雅人
- 東の荘高丸：三國連太郎
- 杉山とく子
- うえだ峻
- 不破万作
- 十貫舎梅軒
- 大沢健
- 円谷文彦
- 井上博一 ほか

## スタッフ
- 製作：西友、MEDIACTUEL
- 製作総指揮：高丘季昭
- プロデューサー：山口一信、Francis von Buren
- プロダクションマネージャー：市古聖智
- 監督・脚本：吉田喜重
- 撮影：林淳一郎
- 音楽：武満徹
- 美術：村木与四郎
- 衣裳/スタイリスト：山田玲子
- 殺陣：林邦史朗
- 視覚効果：デン・フィルムエフェクト
- 音響効果：東洋音響
- スタジオ：東宝スタジオ
- 現像：東京現像所
- 協賛：マンダム
- 配給：東宝
- ロケ協力：御殿場市、熊本県、阿蘇町、阿蘇観光協会、熊本県企業局

## 賞歴など
- 第41回カンヌ国際映画祭 パルム・ドール ノミネート
- 石田えり
  - 第13回報知映画賞 助演女優賞（1988年）
  - 第12回日本アカデミー賞 最優秀助演女優賞（1989年）[1]
- 林淳一郎
  - 第32回三浦賞 奨励賞
  - 第43回毎日映画コンクール 撮影賞